# Eduard Flipse
Eduard Flipse  est un chef d'orchestre néerlandais, né le 26 février 1896 à Wissenkerke (Pays-Bas) et mort le 12 septembre 1973 à Bréda (Pays-Bas). Il effectue à partir de 1930 une longue carrière à la tête de l'orchestre philharmonique de Rotterdam.

## Biographie
Eduard Flipse est le fils de Cornelis Flipse, tailleur et musicien, et de Geertje Kruis. Son père est organiste à l'église de Wissenkerke et il dirige plusieurs ensembles vocaux et groupes musicaux de la région de Beveland-Nord. Eduard Flipse prend souvent la place de son père au clavier de l'orgue, où il fait montre d'un réel talent pour l'improvisation. Il joue également de la clarinette dans les orchestres dirigés par son père.
Il étudie la musique à Goes auprès de Otto Lies qui lui fait découvrir les compositeurs français contemporains (Claude Debussy, Maurice Ravel). Il achève des études de piano auprès du chef d'orchestre et pianiste A.B.H. Verhey et il obtient son diplôme cum laude du conservatoire royal Toonkunstenaars Vereniging.
Il s'installe, après son service militaire, à Rotterdam, où il donne des cours de piano et de chant, et étudie la théorie de la musique avec le compositeur Henry Zagwijn jusqu'en 1926.
Il suit également des cours à Paris avec Louis Aubert et Albert Roussel et rencontre Darius Milhaud, Arthur Honegger, Alexandre Tansman, Georges Auric et Francis Poulenc.
En 1920, Eduard Flipse est nommé comme répétiteur du chœur Rotterdamsch Toonkunst où il est découvert par Evert Comelis. Il est nommé en 1927, chef en second de l'orchestre philharmonique de Rotterdam et en devient le chef en titre en 1930.
Il conclut sa carrière comme chef de l'encore jeune Antwerp Symphony Orchestra de 1961 à 1970.